# Technical

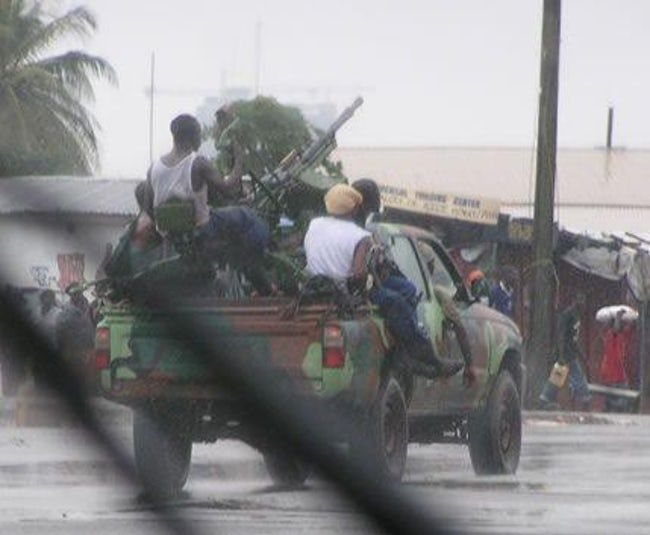
En pick-up med kulspruta i Liberia.

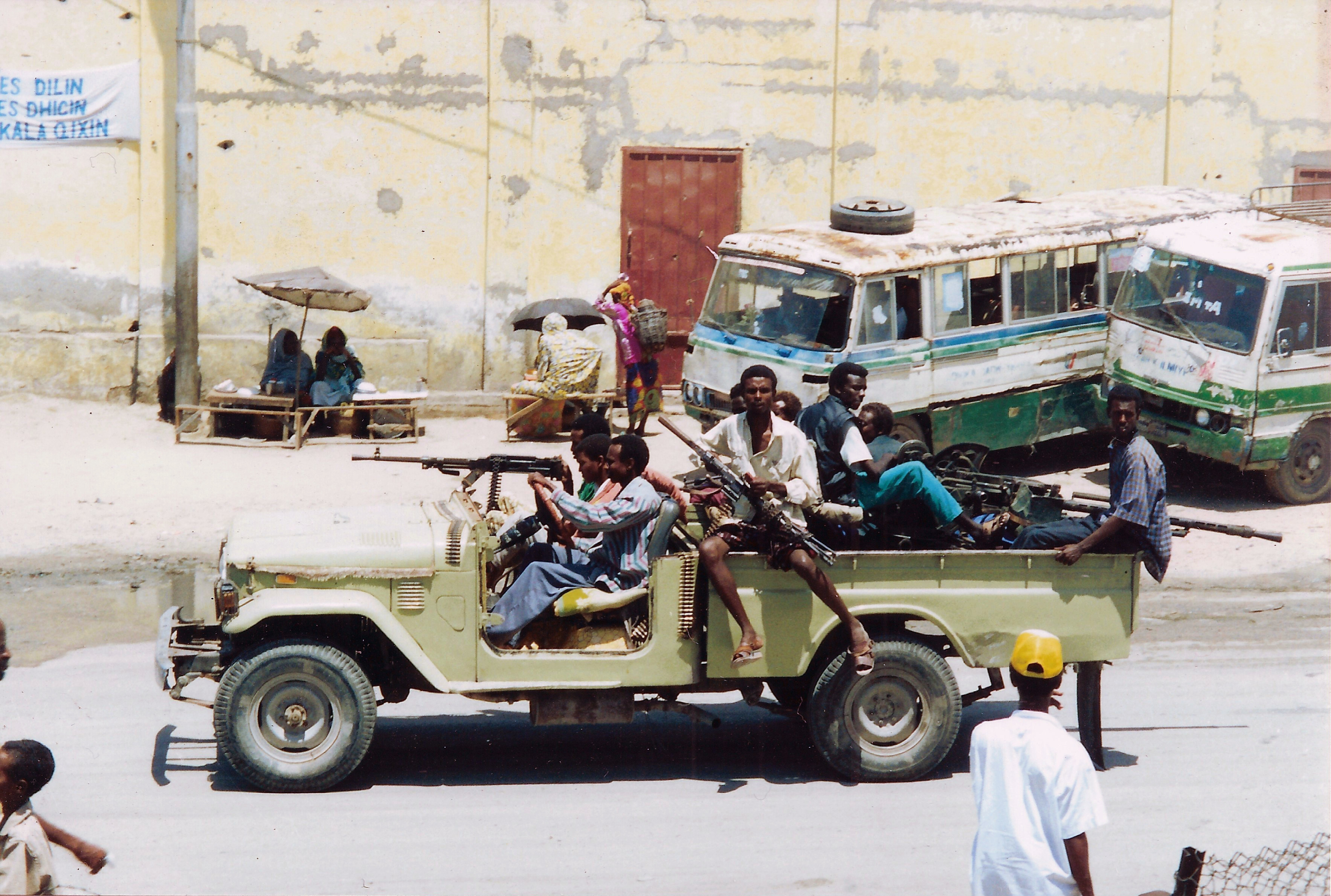
Technical i Mogadishu 1992-1993.

En technical är ett improviserat stridsfordon, som består av ett civilt eller obestyckat militärt fordon, som utrustats med vapen för att kunna användas i strid. Vanligtvis är det en pick-up eller lätt lastbil som försetts med en kulspruta, lättare luftvärnskanon eller ett pansarvärnsvapen.
En technical är ett enkelt och billigt sätt att göra ett tungt vapen mobilt. Technicals används ofta av paramilitära organisationer i tredje världens konflikter, men har också använts i andra sammanhang. Under andra världskriget använde Long Range Desert Group och Special Air Service ombyggda jeepar. Technicals är kända från filmen Black Hawk Down och har även gett namn åt en konflikt: Sista fasen i konflikten mellan Libyen och Tchad 1987 döptes till "Toyota-kriget" av Time Magazine.